# Ana Amado
Ana María Amado (Provincia de Santiago del Estero, 11 de mayo de 1946-Buenos Aires, 9 de noviembre de 2016) fue una periodista, cineasta, académica y feminista argentina. En México, estando en el exilio, produjo películas bajo el nombre de Cristina Benítez. Creció en la Argentina rural y, después de formarse como docente, se licenció en Ciencias Políticas en la Universidad Católica de Santiago del Estero. Durante sus estudios, comenzó a trabajar como productora de noticias de televisión y periodista impresa. Huérfana cuando era joven, se mudó a Buenos Aires después de graduarse y trabajó para varios canales de noticias de televisión. Viajando al extranjero por su trabajo, entrevistó a personajes como Fidel Castro y Muamar el Gadafi. Debido a su apoyo al movimiento guerrillero Montoneros, se convirtió en blanco del escuadrón parapolicial Triple A en 1974. Su novio Nicolás Casullo fue también blanco, lo que provocó que la pareja se exiliara después de casarse. 
Se fue a Caracas, Venezuela, donde realizó películas y comerciales para el Ministerio de Cultura durante dos años. En 1976, la pareja se mudó a la Ciudad de México, donde ella escribió para varios periódicos, colaboró en varias revistas como crítica de cine, presentó noticias para múltiples estaciones de televisión y creó películas documentales. También se desempeñó como profesora en la Universidad Autónoma Metropolitana (UAM) y la Universidad Nacional Autónoma de México (UNAM), mientras continuaba sus cursos de posgrado. Entrando en contacto con feministas, realizó investigaciones sobre mujeres indígenas en el Instituto Latinoamericano de Estudios Transnacionales (ILET) y preparó su tesis. La posibilidad de que las elecciones de 1983 dieran como resultado el retorno a la democracia en Argentina llevó a la pareja a regresar a casa ese año.
A su regreso, presentó su tesis en la Universidad de Buenos Aires, pero su aprobación se retrasó hasta que su asesor regresó del exilio. Inicialmente trabajó como periodista, pero fue contratada para dirigir el departamento de mujeres y sociedad del ILET entre 1987 y 1990. En 1990 se desempeñó como profesora adjunta en la Facultad de Filosofía y Letras de la Universidad de Buenos Aires y posteriormente ejerció durante tres períodos el cargo de cátedra de análisis y crítica cinematográfica en el Departamento de Artes. En 1992, se unió a otras académicas para fundar un plan de estudios sobre estudios de la mujer y la revista Mora. Cinco años después, el programa se convirtió en el Instituto Interdisciplinario de Estudios de Género de la Universidad de Buenos Aires. En 2008, obtuvo su doctorado en la Universidad de Leiden y continuó enseñando en Argentina y en el extranjero hasta 2015. Falleció en 2016 y es recordada por sus trabajos de análisis de la historia argentina y como una de las fundadoras del campo de estudios de género en Argentina.

## Primeros años de vida y educación
Ana María Amado nació el 11 de mayo de 1946, en la Provincia de Santiago del Estero, Argentina. Su padre se dedicaba a la fabricación de productos de madera y su madre era maestra. La familia de su madre llegó a Argentina desde Italia en el siglo XIX y sus abuelos paternos eran de Siria. El mayor de cuatro hermanos, asistió a la escuela en Lugones hasta el sexto grado, cuando su familia se mudó a Santiago del Estero. Se graduó en 1961 como maestra en el Colegio Belén, un colegio privado católico. Continuando sus estudios, se matriculó en cursos de Ciencias Políticas en la Universidad Católica de Santiago del Estero. Sus padres murieron en un accidente en 1964, y ella y sus hermanos se fueron a vivir con una tía.
Durante sus estudios, Amado fue asistida por la  Fundación Juan Alberto Harriet, que la envió a Boston, Massachusetts, en 1969. Realizó cursos en la Universidad Harvard con Marshall McLuhan, antes de regresar para completar su licenciatura en la Universidad Católica de Santiago del Estero en 1972. Mientras estudiaba, empezó a trabajar en la estación de televisión local como productora de noticias. En 1970 creó Nuestra tarde, un programa que produjo y transmitió los fines de semana hasta 1971. Simultáneamente escribía para el periódico local, publicando artículos sobre temas de mujeres como el aborto y la adopción.

## Carrera

### Primeros años (1972-1974)
Se mudó a Buenos Aires después de graduarse en 1972. Comenzó a transmitir un programa musical, Música en libertad en Canal 9, pero rápidamente pasó a Canal 13 informando en el popular noticiero Telenoche. Apoyó a los Montoneros, un grupo trotskista de guerrilleros urbanos radicales, uniéndose a su cuerpo juvenil. Comenzó a trabajar como periodista al aire, informando para el Canal 7, propiedad estatal, desde 1973. Cubrió política y produjo historias sobre países del tercer mundo viajando a Rumania, Cuba, donde entrevistó a Fidel Castro, y Libia, donde entrevistó a Muamar el Gadafi. También produjo un programa de dos horas con Norman Briski que se transmitía diariamente en Radio Belgrano.
En 1974, fue invitada a una reunión en el Ministerio de Educación para discutir la creación del Canal 4 para programas educativos. Allí conoció a Nicolás Casullo, asesor de Jorge Taiana en el Departamento de Cultura y Comunicación. Aunque el proyecto fracasó, ella continuó reuniéndose con Casullo en relación a su programa de radio, y comenzaron a salir. Cuando Isabel Perón sucedió a su marido como presidente de Argentina, permitió que José López Rega se convirtiera en un primer ministro de facto. El mismo implementó una campaña terrorista contra los izquierdistas, lo que resultó en que el jefe de Amado le advirtiera que no fuera a trabajar al Canal 7. Casullo también renunció al Ministerio de Educación porque lo habían incluido en la «lista de la muerte» de la Triple A. La pareja se casó en secreto en noviembre de 1974 y pocos días después Casullo partió hacia Cuba. Poco después, Amado partió hacia Caracas, Venezuela.

### Exilio (1974-1983)
Después de llegar a Caracas, trabajó primero para una agencia de publicidad y luego comenzó a realizar películas y comerciales para el Ministerio de Cultura. Entre sus películas se encuentran una producción sobre la nacionalización de la industria petrolera y otra sobre el pueblo Motilón-Barí y su forma de vida tradicional. Al conocer a un compatriota argentino que había coleccionado décadas de revistas políticas, filmó toda su colección. Su documental Ruidos en la cabeza creado para Productora Creativos Audiovisuales, fue emitido en 1976. Casullo finalmente se unió a ella en Venezuela, pero como legalmente no podía trabajar, la pareja decidió mudarse a la Ciudad de México ese año, cuando les ofrecieron empleo remunerado en El Universal.
Además de trabajar como periodista, fue contratada como profesora de la Universidad Autónoma Metropolitana (UAM) y trabajó en la filmoteca de la Universidad Nacional Autónoma de México (UNAM). Su trabajo en la biblioteca se centró en la producción de una película sobre los Montoneros. Utilizando las revistas que había filmado en Caracas, Amado produjo un documental de una hora titulado Montoneros, crónica de una guerra de liberación, que dirigió bajo el seudónimo de Cristina Benítez con un guion sobre la historia del peronismo escrito por Casullo, quien utilizó el nombre de Hernán Castillo. Mientras realizaba la película, dio a luz a su hija mayor, Mariana, seguida en 1981 por otra hija, Liza. El documental se estrenó en 1977. Fue contratada por la UNAM para impartir docencia y como directora del Grupo Cine de la Resistencia en el departamento de cinematografía.
Entre 1977 y 1983, escribió críticas de cine para el periódico Unomásuno y trabajó como redactora en la revista Comunicación y Cultura. Realizó estudios de posgrado en la UAM e impartió clases de semiología tanto en la UAM como en la UNAM. Paralelamente realizó investigaciones en el Instituto Latinoamericano de Estudios Transnacionales centrado en las mujeres indígenas. La investigación la puso en contacto por primera vez con feministas de México y Chile, cambiando su visión sobre el movimiento de la mujer. Comenzó a preparar su tesis de posgrado basándose en entrevistas con mujeres de comunidades indígenas. Con las elecciones de 1983 prometiendo el retorno a la democracia en Argentina, la pareja decidió llevar a su familia a casa.

### Posexilio (1983-2015)
Instalándonse en Once de Septiembre a principios de 1983, tuvo dificultades para encontrar una educación adecuada para sus hijas porque durante la dictadura el sistema escolar había decaído. Así, sus prioridades primeras fueron la escolarización de sus hijas y la presentación de su tesis, El discurso femenino como comunicación alternativa. La tesis fue realizada con el asesor Héctor Schmucler, un exmiembro de la facultad de filosofía y letras de la Universidad de Buenos Aires, a quien había conocido en México mientras trabajaba en su revista  Comunicación y Cultura. Schmucler regresó a Argentina en 1986, y su tesis fue aceptada en 1987.
Inicialmente encontró trabajo como periodista trabajando en Perfil y como secretaria editorial de la revista Somos en la sección de política y posteriormente en la de mujeres. A finales de 1983 comenzó a trabajar en Revista Vivir para Alicia Entel, a quien había conocido a través del ILET. En esa época, Casullo pasó a ser codirector del ILET junto a Alcira Argumedo, y Amado dirigió el departamento de mujeres y sociedad del ILET entre 1987 y 1990. En 1989, las feministas chilenas que había conocido en México regresaron a su país y fundaron la Red Alternativa de Prensa Femenina en América Latina, la cual publicó una revista, y comenzó a trabajar como la corresponsal en Argentina. La revista sobrevivió hasta 1990 y se centró en publicar información sobre temas de la mujer, evaluando la posición de las mujeres en la sociedad en toda América Latina. Cuando la revista cerró, colaboró con publicaciones como Clarín y Página/12.
En 1990, fue contratada como profesora asistente en la Facultad de Filosofía y Letras de la Universidad de Buenos Aires. Se convirtió en jefa de análisis y crítica cinematográfica en el departamento de artes, y fue elegida directora departamental tres veces, ocupando el cargo hasta 1996. En 1992 también fue elegida miembro del Consejo Directivo de la universidad. Ese año, en representación de las artes, comenzó a trabajar con otras mujeres académicas, entre ellas la antropóloga Mirta Ana Barbieri; la educadora Nora Domínguez; las historiadoras Mirta Zaida Lobato, Susana Murphy y Marcela Nari; y la filósofa Margarita Roulet para crear un currículo interdisciplinario de estudios de la mujer. Inicialmente conocida como Área Interdisciplinaria de Estudios de la Mujer (AIEM), y desde 1997 como Instituto Interdisciplinario de Estudios de Género (IIEGE), introdujeron el género como campo de estudio académico en la Universidad de Buenos Aires y fundaron la revista Mora. Ella y Domínguez crearon el curso «Construcciones y narraciones de género en cine, literatura y prensa escrita», que ofrecieron hasta 1998.
Además de su docencia en la Universidad de Buenos Aires, enseñó como profesora visitante en la Universidad Nacional de Rosario, la UNAM y la Universidad de Princeton, así como en la Universidad Duke en 2001. Junto con Domínguez, en 2004 publicó un libro que examina la forma en que las familias fueron retratadas en la literatura. En 2008, obtuvo un doctorado en Humanidades de la Universidad de Leiden, donde completó su tesis doctoral, La imagen justa: cine argentino y política, 1980-2007, bajo la dirección de Luz Rodríguez Carranza, una exiliada argentina que permaneció en el extranjero. El nombre de la obra era un juego de palabras con la dualidad de la palabra «justa»: en otras palabras, ¿las películas mostraban sólo una imagen o era la imagen justa (correcta)?. Al año siguiente, su tesis fue publicada como libro con el mismo título. Analizó la forma en que la política cambió las películas a lo largo del período, primero creando los mitos del régimen, luego ignorando por completo el terror y la represión, y finalmente cuestionando y exigiendo respuestas por la falta de representaciones. En 2010, recibió una beca Guggenheim de dos años para continuar su evaluación de la insurgencia política y la percepción pública tal como se representa en las artes visuales argentinas. Continuó impartiendo docencia en la Universidad de Buenos Aires y en el Instituto de Iberoamérica de la Universidad de Salamanca hasta finales de 2015.

## Muerte y legado
Murió el 9 o 10 de noviembre de 2016 en Buenos Aires después de una enfermedad de varias semanas.  Es recordada como mentora por sus colegas y como fundadora del campo de los estudios de género en Argentina. Además de fundar la revista Mora y su propia editorial, colaboró con capítulos en varias antologías y fue editora de la serie de libros sobre cine de Ediciones Colihue.

## Obras selectas
- Valle, Norma; Hiriart, Bertha; Amada, Ana María (1996). El abc de un periodismo no sexista: espacio para la igualdad. Santiago, Chile: Fempress. OCLC 41991640.[4]
- Amada, Ana María; Domínguez, Nora (2004). Lazos de familia: herencias, cuerpos, ficciones (1.ª edición). Buenos Aires, Argentina: Editorial Paidós. ISBN 978-950-12-3813-6.[4]
- Amado, Ana María. (2009). La imagen justa: cine argentino y política, 1980-2007 (1.ª edición). Buenos Aires, Argentina: Ediciones Colihue. ISBN 978-950-563-730-0.[4]

### Citas
1. 1 2 3 4 5 6 7 8 9 10  Libertella, 2016.
2. 1 2 3  Carli, 2018, p. 127.
3. ↑  Escola de Comunicações e Artes, 2010.
4. 1 2 3 4 5 6 7 8 9 10 11 12 13  Guggenheim, 2010.
5. ↑  Carli, 2018, pp. 127, 129.
6. 1 2 3  Carli, 2018, p. 128.
7. ↑  Moss, 1976, p. 183.
8. ↑  Carli, 2018, pp. 129–130.
9. 1 2 3 4 5 6 7  Carli, 2018, p. 130.
10. 1 2  Raboy, 2022, p. 118.
11. ↑  Feierstein, 2009, p. 45.
12. 1 2  Carli, 2018, p. 131.
13. 1 2 3 4  Carli, 2018, p. 132.
14. 1 2  Carli, 2018, pp. 132–133.
15. 1 2 3 4 5  Carli, 2018, p. 133.
16. 1 2  Ríos, 2018.
17. ↑  Carli, 2018, pp. 133–134.
18. 1 2 3 4 5  Carli, 2018, p. 134.
19. ↑  Lozano Rubello, 2019.
20. 1 2  Domínguez, 2018, p. 121.
21. 1 2  Carli, 2018, p. 135.
22. ↑  Fontana, 2010, p. 2.
23. ↑  Fontana, 2010, p. 3.
24. ↑  Instituto de Iberoamérica, 2015.
25. ↑  Domínguez, 2018, p. 122.
26. ↑  Domínguez, 2018, pp. 121–122.
27. ↑  Alarcón et al., 2017, pp. 1–3.